# Tektonika (geológia)
A tektonika, más néven szerkezeti földtan, illetve szerkezetföldtan általánosabb (eredeti) értelmében a geológia egyik, a földkéreg mozgásaival, azok okaival és eredményeivel foglalkozik.

## Fogalma
Fontosabb résztudományai a nagyobb szerkezeti egységek, litoszféralemezek mozgásaival foglalkozó globális tektonika, az egy-egy nagyobb térség geodinamikai-szerkezeti viszonyait tanulmányozó regionális tektonika és a mikrotektonika, ami a kőzetek apró, szabad szemmel esetenként észre sem vehető szerkezeti elemeit (repedéseit, palásodását, gyűrődéseit) tanulmányozva következtet az ezeket kialakító erők jellegére és irányára, a kőzeteket deformáló feszültségtér jellegére. 
A fogalmak az utóbbi időben terjedő, szűkebb értelmezésében különválik egymástól a többnyire lemeztektonika értelemben használt „tektonika” és a kőzetblokkok mozgásainak eredményeiként kialakult szerkezeteket (töréseket, redőket stb.) tanulmányozó szerkezeti földtan.

## A deformációk típusai
A kőzettestekre különböző erők hatnak. A földtani erőhatások legfőbb sajátossága, hogy a földtani folyamatok emberi léptékkel rendkívül lassúak, a feszültség hosszú időn át halmozódik fel, és a fontosabb folyamatok nagy mélységben folynak, ahol a kőzetnyomás (litosztatikus nyomás) már több ezer atmoszféra. Ilyen körülmények között több, a felszíni körülmények között szilárd és rideg kőzet többé-kevésbé képlékennyé válik.
Ennek megfelelően a deformációk két fő csoportjaként megkülönböztetünk:
- plasztikus (gyűrődéses) és
- diszjunktív (töréses)

deformációkat.
A gyűrődések hosszú folyamatok eredményeként, lassan alakulnak ki, a törések a feszültség hosszú felhalmozódása után, hirtelen. A kőzetek eltörésének, törésvonal menti elmozdulásainak jelei a földrengések.